# Jazz (serie de televisión)
Jazz: La Historia, subtitulada Un film de Ken Burns es una miniserie documental dirigida por Ken Burns. 
Jazz es el último de la trilogía de documentales de Burns siguiendo The Civil War y Baseball. Fue emitido en el PBS en 2001, y fue puesto a la venta en DVD ese mismo año por la misma compañía.También un número de CD de guía fueron puestos a la venta simultáneamente a la salida del DVD.
Los documentales tratan sobre la historia de la música jazz en los Estados Unidos, desde sus orígenes a comienzos del siglo XX hasta la actualidad. Está narrado por Keith David, y figuran entrevistas con músicos actuales y críticos como el trompetista Wynton Marsalis (que también era el director artístico y coproductor de Jazz) y el renombrado crítico Gary Giddins. El crítico musical e historiador afroamericano Gerald Early fue también asesor. Jazz es el documental de jazz más largo producido hasta ahora y es muy rico en sus ejemplos musicales y en sus imágenes clásicas, inéditas y raras.
Visualmente, Jazz es muy parecido en el mismo estilo que los trabajos previos de Ken Burns: tomas de fotografías con paneos y zooms son mezclades con secuencias de películas de la época, acompañados con música de y comentarios sobre la época examinada. Entre estas secuencias, personalidades actuales del jazz definen las características musicales y explican anécdotas de los músicos.
El documental se fija en un número de músicos fundamentales: Louis Armstrong y Duke Ellington son las figuras centrales, "proporcionando el hilo narrativo donde las historias de otras personalidades importantes giran", entre ellos Sidney Bechet, Count Basie, Benny Goodman, Billie Holiday, Charlie Parker, Miles Davis y John Coltrane.

## Episodios
Cada episodio (de 55 minutos cada uno) de los doce episodios cubre una diferente era del Jazz:
| Gumbo                                 | Inicios - 1917   |
| El Regalo                             | 1917-1924        |
| Nuestro Lenguaje                      | 1924-1929        |
| La Verdadera Bienvenida               | 1929-1934        |
| Swing. Puro Placer                    | 1935-1937        |
| Swing. La Velocidad de la Celebración | 1937-1939        |
| El Swing con el cambio                | 1940-1942        |
| Dedicado al Caos                      | 1943-1945        |
| Riesgo                                | 1945-1949        |
| Irresistible                          | 1949-1955        |
| La Aventura                           | 1956-1960        |
| Una Obra Maestra a Medianoche         | 1960- Actualidad |

## Acogida y críticas
Jazz fue nominado para varios premios, incluyendo múltiples Premios Emmys. La serie de álbumes Ken Burns Jazz, resultante del documental, fue un verdadero éxito comercial, llegando a ganar el disco de platino. 
El enfoque, sin embargo, fue severamente criticado por su subrepresentación de los desarrollos del período transcurrido entre 1960 y 2001, principalmente ligados al third stream, el post bop, el soul jazz, el jazz espiritual, el jazz avant-garde, el jazz fusión y el jazz contemporáneo. En línea con el tradicionalismo bop de Wynton Marsalis, el documental identifica al jazz como una creación casi exclusivamente afroamericana, con una defnición ajustada a una serie de elementos que dejan afuera al trabajo de una gran cantidad de músicos. También repite la tesis de que, desde los años 60, el jazz "se fue por un tiempo" hasta la llegada de los Young Lions encabezados por el propio Marsalis. Por estas razones, gran parte de la comunidad jazzística tilda al documental como un producto esencialista y tradicionalista en exceso. 